# Delphine Bürkli
Ne doit pas être confondue avec Daphné Bürki
Delphine Bürkli, née le 5 juin 1974 à Paris 17e (France), est une femme politique française.
D'abord collaboratrice parlementaire et ministérielle, elle est conseillère de Paris depuis 2008, maire du 9e arrondissement de Paris depuis 2014, conseillère régionale d'Île-de-France depuis 2015 durant les deux mandats de Valérie Pécresse.
Membre du RPR, de l'UMP puis de LR, elle est désormais responsable des études de La France audacieuse depuis 2018 et membre d'Horizons à sa création par Édouard Philippe.

## Parcours professionnel
Née dans le 17e arrondissement de Paris de parents commerçants, Delphine Bürkli suit des études d'histoire à l'université Paris-Sorbonne. Avant sa première élection, elle entre dans la vie professionnelle en devant l'assistante parlementaire Pierre Lellouche, qui lui propose de devenir attachée parlementaire à ses côtés après son élection en 1997 comme député de la quatrième circonscription de Paris, qui regroupe les 8e et 9e arrondissements, pour le compte du Rassemblement pour la République (RPR). 

## Parcours politique

### Élue locale
Devenue responsable de l'UMP dans la quatrième circonscription de Paris, elle est tête de liste lors des élections municipales de 2008 dans le 9e arrondissement. Elle est la plus jeune tête de liste UMP à Paris. Battue par le socialiste Jacques Bravo, maire sortant, elle devient conseillère de Paris.
Lors des élections municipales de 2014, alors que Jacques Bravo ne se représente pas, elle bat au second tour la candidate PS-PRG Pauline Véron avec 50,36 % des voix,.
En octobre 2014, elle accompagne projet d'inscription des toits de Paris au Patrimoine mondial de l'Unesco. Elle défend la mise en place d'un péage urbain aux entrées de Paris, « d’un montant symbolique dédié au financement des transports en commun ».
Elle est élue conseillère régionale d'Ile-de-France sur la liste de Valérie Pécresse, lors des élections régionales françaises de 2015.
Elle est réélue maire du 9e en 2020 (dans la cadre d'une triangulaire contre le PS et LR), puis conseillère régionale. Elle saisit la Police Municipale de Paris à plusieurs reprises pour organiser dans son arrondissement des campagnes de verbalisation massive des cyclistes, ignorant les automobilistes et scooters contrevenant à proximité.

### Parcours militant
Elle soutient Bruno Le Maire pour la primaire présidentielle des Républicains de 2016. En septembre 2016, elle est nommée avec plusieurs autres personnalités politiques conseillère politique de la campagne.
Dans l'entre-deux-tours de l'élection présidentielle de 2017 qui oppose Marine Le Pen à Emmanuel Macron, elle annonce qu'elle votera pour le candidat En marche !.
Pour le congrès des Républicains de 2017, elle soutient Maël de Calan.
Elle est membre de « La France audacieuse », le mouvement lancé par Christian Estrosi, au sein duquel elle est responsable des études. Par ailleurs, elle est réputée très proche d'Édouard Philippe, venu la soutenir dans sa campagne municipale en juin 2020.

### Élections municipales de 2020
Début juin 2019, elle quitte LR et cosigne une tribune de 72 élus de droite et du centre qui appellent à soutenir Emmanuel Macron. En vue des élections municipales de 2020 à Paris, elle appelle à une alliance avec LREM, et plus largement à « un programme commun de l’opposition parisienne et de tous ceux qui veulent une alternance, y compris les écologistes réformistes comme Yannick Jadot ». En septembre 2019, elle intègre l'équipe de campagne de Benjamin Griveaux, au sein de laquelle elle dirige le « conseil du quotidien des Parisiens ». Elle est investie tête de liste dans le 9e arrondissement de Paris, dont elle est la maire sortante. Après le renoncement de Benjamin Griveaux, elle fait partie des personnalités pressenties pour lui succéder comme tête de liste. Elle arrive en tête du premier tour avec 36,9 % des suffrages exprimés, et l'emporte au second tour avec 43,7 % des voix, face aux listes d'Arnaud Ngatcha (union de la gauche) et Pierre Maurin (union de la droite). Au Conseil de Paris, elle devient co-présidente, aux côtés du député Pierre-Yves Bournazel, du groupe des Indépendants et Progressistes, qui rassemble six élus de droite et du centre proches de la majorité macroniste.

### Élections régionales et nouveau parti politique
En décembre 2020, avec plusieurs élus de centre droit « Macron-compatibles », elle apporte son soutien à la présidente sortante de la région Île-de-France Valérie Pécresse en vue des élections régionales de 2021, alors que LREM envisage de présenter une liste autonome lors de ce scrutin.
En octobre 2021, elle rejoint avec d'autres membres de La France audacieuse Édouard Philippe au Havre pour le lancement de son nouveau parti, Horizons, dont elle est référente pour Paris. Le parti autorisant une double appartenance, elle conserve son affiliation avec son ancien parti.

## Décorations
- Chevalier de l'ordre national du Mérite Elle est faite chevalier le 29 mai 2019[26], récompensée au titre de réalisations non spécifiées.